# Liste d'écrivains de la république du Congo
Cette page liste la plupart des écrivains de la république du Congo.

## Liste alphabétique

### B
- Sylvain Bemba (Sylvain Ntari-Bemba, 1934–1995), journaliste, dramaturge, musicien, romancier, L'enfer, c'est Orféo (1970), L'Homme qui tua le crocodile (1972), Rêves portatifs (1979), Le soleil est parti à M'Pemba (1982), Léopolis (1987)...
- Prince Bafouolo (1981-), journaliste producteur, présentateur télévision et auteur  l’Afrique face au Covid-19, les leçons d’une pandémie aux Éditions Litch[1]
- Léandre-Alain Baker (1960-), acteur, comédien, dramaturge, documentariste, Les jours se traînent, les nuits aussi
- André-Patient Bokiba (1950 ?)[2], enseignant-chercheur, conseiller Écriture et identité dans la littérature africaine (1999), Le siècle de Senghor (2001)...

### C
- Adèle Caby-Livannah (1957–), bibliothécaire, nouvelliste, auteure enfance
- Christ Kibeloh, romancier et scénariste, auteur de rayane l'orphelin, Retour en arrière Issa, Marie, & Une vie d'enfer.
- Christ Sama (MAMPASSI Yedidia Christ Ami), auteur de Golden Story Le Reflet de mon âme, Là où il ne se passe jamais rien.

### D
- Emmanuel Dongala (1941–), Un fusil dans la main, un poème dans la poche (1973), Le Feu des origines (1987), Photo de groupe au bord du fleuve (2010)...

### E
- Moutsou Ngoma Eudes Exhaucé (1993), alias Clin, artiste chanteur, rappeur et écrivain, disciple de Maître Avatar Jean-Pierre MANZOLO, co-auteur du livre Nkulu, l'être solaire aux éditions Muse (novembre 2022), La nuit du destin aux éditions Muse...

### G
- Gad kerty El poeta; Architecte, auteur compositeur, photographe entrepreneur. La vie d'un mendiant(2019), (2020, La femme de mon père, Amour éternelle (2022), Reflet éphémère (2023 Reflet éphémère, le 100 contes d'El poeta (2024), Amitié Délivrance amour (2025)
- Mambou Aimée Gnali (1935-), universitaire, politique, fonctionnaire internationale, romancière, Beto na beto. Le Poids de la tribu (2001,  (ISBN 978-2-07-076077-0)), L’Or des femmes (2016,  (ISBN 2-07-076077-4))

### K
- Léo Honoré Rivière Kanonga (1998-)[3], romancier, peintre, les soirée de pleine lune (2021)  (ISBN 978-2414551811), Le poids des regrets (2023)

### L
- Sony Labou Tansi (1947–1995)
- Antoine Letembet-Ambily (1929-2003)[4], L'Europe inculpée (1969), Les Aryens (1977), L'épopée de la rénovation (1988), Le théâtre traditionnel congolais (1975), L'art du théâtre contemporain au Congo (1975)
- Henri Lopes (1937–2023)
- Hassan Fodé Diané Loukakou (1988–), romancier, auteur-illustrateur enfance, Le Jazzman du Misanthrope (2015), Le Chasseur de Songes (2015), Le Monde Merveilleux des Florafées

### M
- Alain Mabanckou (1966-), Bleu-Blanc-Rouge (1998), Et Dieu seul sait comment je dors (2001), Les Petits-fils nègres de Vercingétorix (2002), African Psycho (2003), Verre cassé (2005), Mémoires de porc-épic (2006), Black Bazar (2009)…
- Jadelin Mabiala Gangbo (en) (1976–), Verso la Notte Bakonga, Toward the Bakonga Night (1999), Rometta e Giulieo (2001), Una congrega di falliti (2008), Due volte (2009)
- Jared Benjamen NGAMY-MAMOUNA, Avocat, traducteur, poète, romancier; L'Orgueil des Républiques (2017), Cap de bonne expérience (2018), vœux du larynx[5] (2019), L'épaisseur de la nuée (2019,  (ISBN 978-2-85113-871-2)).
- Stive Massala Boukongo, dit Pépé Stive (2000-), poète, romancier, formateur, interprète-traducteur, "les larmes d'une écriture" (2023)  (ISBN 978-238417-629-8)[6].
- Jean-Pierre Makouta-Mboukou (1929-2012), enseignant-chercheur, politique, dramaturge, romancier, La lèpre du roi (1968), Un Ministre nègre à Paris (1968), Les Initiés (1970), Les dents du destin (1984), L'homme aux pataugas (1992)…
- Jean Malonga (1907-1985), conteur, romancier, politique, Cœur d’Aryenne (1953), La légende de Mpfoumou Ma Mazono (1954), Ciel d'hivernage, Lettres noires (1990)
- Guy Menga (1935-), L’Oracle, La Marmite de Koka Mbala
- Jean-Alexis Mfoutou (1960–), linguiste, sociolinguiste, lexicographe, essayiste, romancier, J'étais celle qui dérangeait (2018), La femme qui vivait entre le réel et le rêve (2020), Mon rêve du père (2021), Les dieux et les fées se trompent aussi (2022).
- Nicole Mballa-Mikolo (-), journaliste et écrivaine camerouno-congolaise
- Florence Lina Mouissou (1972–)[7]
- Tristell Mouanda Moussoki (1997-), poète
- Alvie Mouzita (1998-), Poète et Enseignant, Chants pour une fleur (2023)

### N
- Maxime N'Débéka (1944–), conteur, poète, dramaturge, Soleils neufs (1969), Le Président (1970), L'Oseille, les citrons (1975), Les Lendemains qui chantent (1983)...
- Cyriaque Kouba Nkouamoussou, romancier " Royan l'enfance volée" (2019)  (ISBN 978-24-14356-19-5); " Trahison et chantage" (2019)  (ISBN 979-10-377-0949-3) ; Dérapages incontrôlés dans les tourbières"(2020)  (ISBN 978-2-38100-028-2)." Adrienne,le tragique destin d' une veuve"  (ISBN 978-2-414-80436-8) éditions Edilivre 2025.
- Marius Nguié (1980-), romancier, Un Yankee à Gamboma (2014, éditions Alma).

### O
- Théophile Obenga (1936–), historien, linguiste, poète, égyptologue, Afrique centrale précoloniale : documents d’histoire vivante (1974), Littérature traditionnelle des Mbochi : Etsee le Yamba (1984), Astres si longtemps : poèmes en sept chants (1988)...
- Jérôme Ollandet (1943-2017), historien, juriste, diplomate, L'expérience congolaise du socialisme (2012), Le premier foyer culturel du Nord-Congo (2016)...
- Okoundji Mwènè Gabriel, grand poète, il est du cercle des 3 poètes, L.S. Senghor et Titinga Pacéré, G. Okoundji, à avoir reçu le Grand Prix Littéraire d'Afrique Noire, pour leur œuvre poétique.
- Sylvestre Ossiala (1960 ?), économiste, politique, Management de l'émergence et de la diversification en Afrique (2018)

### S
- Martial Sinda  (1930–), poète, universitaire, Premier chant du départ (1955), Le Messianisme congolais et ses incidences politiques, kimbanguisme, matsouanisme, autres mouvements (1972)...
- Pensée Sem Essé-Nsi (1995-), poète, dramaturge, L'écume des maux (2019), Je ne suis pas à vendre (2021)

### T
- Tchicaya U Tam'si (1931–1988)
- Jean-Baptiste Tati Loutard (1938–2009), poète, politique, Les racines congolaises (1968), Les Feux de la planète (1977), Le Dialogue des plateaux (1982)...
- Jeannette Balou Tchichelle (1947-2005), Cœur en exil (1989)
- Marie-Leontine Tsibinda (1958-), poétesse, nouvelliste, dramaturge, Poèmes de la terre (1980), Mayombé (1980), L'Oiseau sans défense (1999), La porcelaine de Chine...

### Y
- Brigitte Yengo (1960 ?), religieuse catholique, De l'Afrique noire à l'Europe: L'aventure d'une jeune religieuse noire (1981)

## Liste chronologique

### Avant 1900
- Pierre Tchicaya de Boaempire (1894-1964), pasteur, traducteur, politique

### 1900
- Jean Malonga (1907-1985), conteur, romancier, politique, Cœur d’Aryenne (1953), La légende de Mpfoumou Ma Mazono (1954), Ciel d'hivernage, Lettres noires (1990)

### 1910
- Emmanuel Damongo-Dadet (1914-1973), musicien, chef d’orchestre (Mélo Congo)[8], politique, diplomate, Congolila (1950), Panorama congolais (Congo-Brazzaville) (1962)

### 1920
- Antoine Letembet-Ambily (1929-2003)[4], L'Europe inculpée (1969), Les Aryens (1977), L'épopée de la rénovation (1988), Le théâtre traditionnel congolais (1975), L'art du théâtre contemporain au Congo (1975)
- Patrice Joseph Lhoni (1929-1976), enseignant, journaliste, administrateur, dramaturge, essayiste, Le Troisième Jour, L’Exode, Mayindombi, Matricule 22 (2018) …
- Jean-Pierre Makouta-Mboukou (1929-2012), enseignant-chercheur, politique, dramaturge, romancier, La lèpre du roi (1968), Un Ministre nègre à Paris (1968), Les Initiés (1970), Les dents du destin (1984), L'homme aux pataugas (1992)…

### 1930
- Martial Sinda  (1930-), poète, universitaire, Premier chant du départ (1955), Le Messianisme congolais et ses incidences politiques, kimbanguisme, matsouanisme, autres mouvements (1972)...
- Mambou Aimée Gnali (1930c-), Beto na Beto, le poids de la tribu (2001), L'Or des femmes (2016)
- Tchicaya U Tam'si (1931–1988), poète, dramaturge, romancier, Le Mauvais Sang (1955), Le Zulu suivi de Vwène Le Fondateur (1977), Le Destin glorieux du maréchal Nnikon Nniku, prince qu'on sort (1979), Les Cancrelats (1980)…
- Placide Nzala Backa (1932-1987), administrateur civil, Le Tipoye doré (1968, 1976)
- Sylvain Bemba (Sylvain Ntari-Bemba, 1934–1995), journaliste, dramaturge, musicien, romancier, L'enfer, c'est Orféo (1970), L'Homme qui tua le crocodile (1972), Rêves portatifs (1979), Le soleil est parti à M'Pemba (1982), Léopolis (1987)...
- Mambou Aimée Gnali (1935-), universitaire, politique, fonctionnaire internationale, romancière, Beto na beto. Le Poids de la tribu (2001,  (ISBN 978-2-07-076077-0)), L’Or des femmes (2016,  (ISBN 2-07-076077-4))
- Guy Menga (Gaston Guy Bikoutamenga , 1935-), journaliste, dramaturge, romancier, Palabre stérile (1969) , L’Oracle, La Marmite de Koka Mbala
- Marceline Fila Matsocota (1936-), autobiographie (2001), Ma vie avec Lin Lazare Matsocota (2003)
- Théophile Obenga (1936–), historien, linguiste, poète, égyptologue, Afrique centrale précoloniale : documents d’histoire vivante (1974), Littérature traditionnelle des Mbochi : Etsee le Yamba (1984), Astres si longtemps : poèmes en sept chants (1988)...
- Henri Lopes (1937-2023), nouvelliste, romancier, politique, diplomate, Tribaliques (1971), La nouvelle romance (1976), Sans tam-tam (1977), Le Pleurer-rire (1982), Le Chercheur d'Afriques  (1990)…

- Jean-Baptiste Tati Loutard (1938–2009), poète, nouvelliste, politique, Les racines congolaises (1968), Les Feux de la planète (1977), Le Dialogue des plateaux (1982), Poèmes de la Mer (1968), Le récit de la mort (1987), Le Serpent austral (1992), Le Palmier-lyre (1998)…

### 1940
- Paule Etoumba (1940 ?), poétesse, Un mot fracasse un avenir (Paris: Oswald, 1971)
- Tchichellé Tchivéla (1940-), médecin militaire, journaliste, nouvelliste, romancier, auteur-compositeur, Longue est la nuit (1986), L’Exil ou la Tombe (1986), Les Fleurs des Lantanas (1987)
- Jean Dello (1940-2018), ethnolinguiste, romancier, politique, Le miroir du vent (2000), Les dangers du désir (2006), Le pardon (2008)
- Cecile-Ivelyse Diamoneka (1940-)[9], poétesse, Voix des cascades (1982)
- Emmanuel Dongala (1941-), chimiste, dramaturge, nouvelliste, romancier, Un fusil dans la main, un poème dans la poche (1973), Jazz et Vin de palme  (1982), Le Premier Matin du monde (1984), Le Feu des origines (1987), Les petits garçons aussi naissent dans les étoiles (1988), Johnny Chien méchant (2002), Photo de groupe au bord du fleuve (2010)...
- Benoît Moundélé-Ngollo (1943-), militaire, politique, Piments sucrés sous les tropiques (2000), Ce n'est pas ça mon combat à moi (2018)…
- Jérôme Ollandet (1943-2017), historien, juriste, diplomate, L'expérience congolaise du socialisme (2012), Le premier foyer culturel du Nord-Congo (2016)...
- Maxime N'Débéka (1944–), conteur, poète, dramaturge, Soleils neufs (1969), Le Président (1970), L'Oseille, les citrons (1975), Les Lendemains qui chantent (1983)...
- Sony Labou Tansi (1947-1995), romancier, La Vie et demie (1979), L'État honteux (1981), Lèse-majesté (1982), L'Anté-peuple (1983), Les Sept Solitudes de Lorsa Lopez (1985)...
- Jeannette Balou Tchichelle (1947-2005), romancière, Cœur en exil (1989)
- Noël Kodia-Ramata (1949-)[10], enseignant, essayiste, romancier, poète, critique littéraire, Les enfants de la guerre. Éteindre le feu par le feu ? (2005), Dictionnaire des œuvres littéraires congolaises, Drôle d'histoire françafricaines ou La Fesse de l'affaire

### 1950
- André-Patient Bokiba (1950 ?)[2], enseignant-chercheur, conseiller, Écriture et identité dans la littérature africaine (1999), Le siècle de Senghor (2001)...
- Amélia Néné (1950 ?-1996), poétesse, Fleurs de vie (1980), Perles perdues (1998)
- Noëlle Bizi Bazouma (1950-), romancière, La vache laitière noire (1995), Et la muette parla (1998)...
- Henri Djombo (1952-), sportif, politique, Sur la braise (1990), Le cri de la forêt (2015), Lumières des temps perdus, L'avenir est dans ma tête (2019)…
- Caya Makhélé (1952-), nouvelliste, romancier, dramaturge, auteur enfance, poète, Le Coup de Vieux, L’Homme au Landau, Ces jours qui dansent avec la nuit…
- Daniel Biyaoula (1953-2014), nouvelliste, romancier, L'Impasse (1996), Agonies(1998), Le dernier homme...
- Eugénie Mouayini Opou (1953-), ethongraphe, historienne, Sa-Mana au croisement des bourreaux (2005), Le royaume téké (2005), La reine Ngalifourou souveraine des Téké. Dernière souveraine d'Afrique noire (2006), Une femme candidate aux élections législatives au Congo-Brazzaville(2013), Voix de sagesse téké (2017), Le féticheur, l’alchimie des noms et des nombres(2020)
- Amélia Néné (1954-1996)[11] (?)
- Aleth Félix-Tchicaya (1955-), romancière, Lumière de femme (2003), Les mamelons de Jaman (2010)
- Pierre Ntsemou (1956), poète, dramaturge, nouvelliste, romancier, Diele : l’ange, l’homme et la bête (2013), Les Déboires de Patrice Likeur (2013)…
- Adèle Caby-Livannah (1957-), bibliothécaire, nouvelliste, conteuse, auteure enfance, Contes et histoires du Congo (2001), La Case aux cent secrets, suivi de Samana et les panthères du Congo (2013)
- Binéka Danièle Lissouba (1957-), chroniqueuse, Les libres propos de Binéka (1994)
- Marie-Leontine Tsibinda (Bilombo) (1958-)[12], poétesse, nouvelliste, dramaturge, Poèmes de la terre (1980), Mayombé (1980), L'Oiseau sans défense (1999), Les hirondelles de mer (2009), La porcelaine de Chine (2013), Moi, Congo ou les rêveurs de la souveraineté (2000, anthologie), La tourterelle chante à l'aube…
- Flore Hazoumé (1959-) (vivant depuis 1979 en Côte d'Ivoire), romancière, Rencontres (1984), Cauchemars (1994), La Vengeance de l'Albinos (1996), Une vie de bonne (1999), Le crépuscule de l'Homme (2002)...
- Léopold Congo-Mbemba (1959-2013), poète, Déjà le sol est semé (1997), Le Tombeau Transparent (1998), Le Chant de Sama Ndéye (1999), Ténors-Mémoires (2002)…
- René Mavoungou Pambou (1959-), ethnolinguiste, Panorama de la littérature orale du Loango : étude des proverbes (2016)
- Berthrand Nguyen Matoko (1959-), poète, parolier, producteur, Abeti Masikini, la voix d'or du Zaïre (1999)…

### 1960
- Sylvestre Ossiala (1960 ?), économiste, politique, Management de l'émergence et de la diversification en Afrique (2018)
- Brigitte Yengo (1960 ?), religieuse catholique, De l'Afrique noire à l'Europe: L'aventure d'une jeune religieuse noire (1981)
- Léandre-Alain Baker (1960-), acteur, comédien, dramaturge, documentariste, Les jours se traînent, les nuits aussi
- Sylvie Bokoko (1960-), nouvelliste, Mafouaou (1982)
- Jean-Alexis Mfoutou (1960-)[13],linguiste, sociolinguiste, lexicographe, essayiste, romancier, J'étais celle qui dérangeait (2018), La femme qui vivait entre le réel et le rêve (2020), Mon rêve du père (2021), Les dieux et les fées se trompent aussi (2022).
- Francine Laurans (N’Ttoumi) (1962-), Tourmente sous les tropiques
- Boniface Mongo-Mboussa (1962-), essayiste, critique littéraire, Désir d'Afrique (2002), L'Indocilité (2005), Tchicaya U Tam'si, le Viol de la lune. Vie et œuvre d'un maudit (2014)
- Gabriel Okoundji (1962-), psychologue, poète, critique, Cycle d'un ciel bleu (1996), Vent fou me frappe (2003), Chants de la graine semée (2014)…
- Marie-Louise Abia (1964-), romancière, Afrique, alerte à la bombe (1995), Bienvenus au Royaume du Sida (2003), Homme et femme Dieu les créa (2009)
- Anatole Collinet Makosso (1965-), enseignant, auteur, politique, Pour Edith (2009), Côte d'Ivoire de l'impasse au chaos : quelle issue ? (2011), L'affaire des disparus du beach de Brazzaville. Mise au point pour l'Histoire (2007), Mvoumvou : Ensemble levons-nous et bâtissons ! (2012)…
- Alain Mabanckou (1966-), Bleu-Blanc-Rouge (1998), Et Dieu seul sait comment je dors (2001), Les Petits-fils nègres de Vercingétorix (2002), African Psycho (2003), Verre cassé (2005), Mémoires de porc-épic (2006), Black Bazar (2009)…
- Ghislaine Sathoud (1969-), nouvelles, essais, Hymne à la tolérance (2004), Les frères de Dieu (2006), L’amour en migration (2007)…
- Cyriaque Kouba Nkouamoussou, Ingénieur Agronome; Enseignant-chercheur.

"Royan l'enfance volée ( roman 2019); Trahison et chantage (roman 2019) ;" Dérapages incontrôlés dans les tourbières" (roman 2020).

### 1970
- Lydie-Stella Koutika (1970 ?) (Stella Samba dia Ndela), ingénieure agronome, R. I. e. R., ‚ Piégés par les préjugés (2005), L’engrenage (2006), L’amour triomphe… (2006), Victimes de la société (2013), Fleur (2013), Rayons de soleil (2013), Amitié à distance (2013), Une société gangreneuse (2013)…
- Dorient Kaly (1970 ?), comédien, marionnettiste, dramaturge, Les impuretés sociales, Bouhoulou, La main du bourreau...
- Florence Lina Bamona-Mouissou (1972-)[7], Le plus vieux métier du monde (2005), Le Destin d'Aminata (2009)
- Jadelin Mabiala Gangbo (en) (1976–), Verso la Notte Bakonga, Toward the Bakonga Night (1999), Rometta e Giulieo (2001), Una congrega di falliti (2008), Due volte (2009)
- Liss Kihindou (1976-), J’espère (2005)[14]
- Dieudonné Niangouna (1976-), comédien, dramaturge, metteur en scène, Carré blanc (2006), Pisser n'est pas jouer (2006), Les Inepties volantes (2010), Attitude clando (2010), Le Socle des vertiges (2011), Sony chez les chiens (2016)…

### 1980
- Katia Mounthault (1980 ?)[15], romancière, Le Cri du fleuve (2010)
- Marius Nguié (1980-), romancier, Un Yankee à Gamboma (2014, éditions Alma).
- Hassan Fodé Diané Loukakou (1988–), romancier, auteur-illustrateur enfance, Le Jazzman du Misanthrope (2015), Le Chasseur de Songes (2015), Le Monde Merveilleux des Florafées

### 1990
- Calissa Ikama (1992-2007[16]), Le triomphe de Magalie (2005)
- Emeraude kouka (1993-), poète, critique d'art
- Pensée Sem Essé-Nsi (1995-), poète, dramaturge
- Black Panther Slam (1996-), poète, slameur
- Tristell Mouanda Moussoki (1997-), poète
- Alvie Mouzita (1998-), Poète et Enseignant, Chants pour une fleur (2023)
- Pépé Stive (2000-), poète, https://www.lesimpliques.fr/livre-les_larmes_de_l_ecriture_poesie_pepe_stive-9782384176298-75788.html

## Liste par genre

### Contes et fables
- H. F. Diané

### Poésie
- Jean-Pierre Makouta-Mboukou (1929-2012)
- Tchicaya U Tam'si (1931-1988)
- Martial Sinda (1935-)
- Théophile Obenga (1936-)
- Jean-Baptiste Tati Loutard (1938-2009)
- Maxime N'Débéka (1944-)
- Amélia Néné (1954-1996)[11]
- Marie-Leontine Tsibinda (1958-)
- Léopold Congo-Mbemba (1959-2013)
- Gabriel Okoundji (1962-)
- Maha Lee Cassy (1973-)
- Emeraude kouka (1993-)
- Pépé Stive (2000-)
- Pensée Sem Essé-Nsi (1995-)
- Black Panther Slam (1996-)
- Tristell Mouanda Moussoki (1997-)

### Théâtre
- Antoine Letembet-Ambily (1929-2003)[4], L'Europe inculpée (1969), Les Aryens (1977), L'épopée de la rénovation (1988), Le théâtre traditionnel congolais (1975), L'art du théâtre contemporain au Congo (1975)
- Guy Menga (1935-), L’Oracle, La Marmite de Koka Mbala
- Sony Labou Tansi (1947-1995)
- Dieudonné Niangouna (1976-)

### Roman
- Première génération
  - Pierre Tchicaya de Boaempire (1894-1964), pasteur, traducteur
  - Jean Malonga (1907-1985), conteur, romancier, politique, Cœur d’Aryenne (1953), La légende de Mpfoumou Ma Mazono (1954), Ciel d'hivernage, Lettres noires (1990)
  - Emmanuel Damongo-Dadet (1914-1973), musicien, chef d’orchestre (Mélo Congo)[8], politique, diplomate, Congolila (1950), Panorama congolais (Congo-Brazzaville) (1962)
  - Patrice Joseph Lhoni (1929-1976), enseignant, journaliste, administrateur, dramaturge, essayiste, Le Troisième Jour, L’Exode, Mayindombi, Matricule 22 (2018) …

- Seconde génération : après 1968
  - Antoine Letembet-Ambily (1929-2013)[17], universitaire, dramaturge, L'Europe inculpée (1971), Le théâtre traditionnel congolais (1975), Les Aryens (1977), La femme d'espoir (1994)…
  - Jean-Pierre Makouta-Mboukou (1929-2012), enseignant-chercheur, politique, dramaturge, romancier, La lèpre du roi (1968), Un Ministre nègre à Paris (1968), Les Initiés (1970), Les dents du destin (1984), L'homme aux pataugas (1992)…
  - Placide Nzala Backa (1932-1987), administrateur civil, Le Tipoye doré (1968, 1976)
  - Sylvain Bemba (1934-1995), journaliste, musicien, romancier, dramaturge, essayiste, L'enfer, c'est Orféo (1970), Un Foutu monde pour un blanchisseur trop honnête (1979), Rêves portatifs (1979), Le soleil est parti à M'Pemba (1982), Léopolis (1987)…
  - Guy Menga (Gaston Guy Bikoutamenga , 1935-), journaliste, dramaturge, romancier, Palabre stérile (1969)
  - Henri Lopes (1937-2023), nouvelliste, romancier, politique, diplomate, Tribaliques (1971), La nouvelle romance (1976), Sans tam-tam (1977), Le Pleurer-rire (1982), Le Chercheur d'Afriques  (1990)…
  - Jean-Baptiste Tati Loutard (1938-2009), politique, poète, nouvelliste, Poèmes de la Mer (1968), Le récit de la mort (1987), Le Serpent austral (1992), Le Palmier-lyre (1998)
  - Tchichellé Tchivéla (1940-), médecin militaire, journaliste, nouvelliste, romancier, auteur-compositeur, Longue est la nuit (1986), L’Exil ou la Tombe (1986), Les Fleurs des Lantanas (1987)
  - Emmanuel Dongala (1941-), chimiste, dramaturge, nouvelliste, romancier, Jazz et Vin de palme  (1982), Le Premier Matin du monde (1984), Le Feu des origines (1987), Les petits garçons aussi naissent dans les étoiles (1988), Johnny Chien méchant (2002)…
  - Sony Labou Tansi (1947-1995), La Vie et demie (1979), L'État honteux (1981), Lèse-majesté (1982), L'Anté-peuple (1983), Les Sept Solitudes de Lorsa Lopez (1985)...

- Troisième génération : après 1980
  - Noël Kodia-Ramata (1949-)[10], enseignant, essayiste, romancier, poète, critique littéraire, Les enfants de la guerre. Éteindre le feu par le feu ? (2005), Dictionnaire des œuvres littéraires congolaises, Drôle d'histoire françafricaines ou La Fesse de l'affaire
  - Henri Djombo (1952-), sportif, politique, Sur la braise (1990), Le cri de la forêt (2015), Lumières des temps perdus, L'avenir est dans ma tête (2019)…
  - Caya Makhélé (1952-), nouvelliste, romancier, dramaturge, auteur enfance, poète, Le Coup de Vieux, L’Homme au Landau, Ces jours qui dansent avec la nuit…
  - Daniel Biyaoula (1953-2014), nouvelliste, romancier, L'Impasse (1996)...
  - Jean-Alexis Mfoutou (1960-)[13], J'étais celle qui dérangeait (2018), La femme qui vivait entre le réel et le rêve (2020), Mon rêve du père (2021), Les dieux et les fées se trompent aussi (2022), Je me souviendrai de toi, Zachée (2022).
  - Alain Mabanckou (1966-), Bleu-Blanc-Rouge (1998), Et Dieu seul sait comment je dors (2001), Les Petits-fils nègres de Vercingétorix (2002), African Psycho (2003), Verre cassé (2005), Mémoires de porc-épic (2006), Black Bazar (2009)…
  - Ferreol Gassackys (1962 ) Les hasards du destin(2019 ), Frikia pèlerin des âges, la foi de Ferreol (2020), Cadenas, Supplices ( 2021 )
  - Marius Nguié (1980-), romancier, Un Yankee à Gamboma (2014, éditions Alma).
- Cyriaque Kouba Nkouamoussou (1963) Romancier " Royan l'enfance volée" (2019) ; "Trahison et chantage" (2019) ; " Dérapages incontrôlés dans les tourbières" (2020).
- Christ Sama, Romancier "Golden Story - Le Reflet de mon âme Tome 1" (2015) ; "Là où il ne se passe jamais rien" (2020).

### Voix féminines
- Paule Etoumba (?), poétesse, Un mot fracasse un avenir (Paris: Oswald, 1971)
- Marceline Fila Matsocota (1936-), autobiographie (2001), Ma vie avec Lin Lazare Matsocota (2003)
- Mambou Aimée Gnali (1930c-), Beto na Beto, le poids de la tribu (2001), L'Or des femmes (2016)
- Amélia Néné (-1996), poétesse, Fleurs de vie (1980), Perles perdues (1998)
- Marie-Leontine Tsibinda (Bilombo) (1958-)[12], poétesse, nouvelliste, Les hirondelles de mer (2009), La porcelaine de Chine (2013), Moi, Congo ou les rêveurs de la souveraineté (2000, anthologie), La tourterelle chante à l'aube
- Marie-Brigitte Yengo, De l'Afrique noire à l'Europe : L'aventure d'une jeune religieuse noire (1981, autobiographie)
- Cecile-Ivelyse Diamoneka (1940-)[9], poétesse, Voix des cascades (1982)
- Jeannette Balou-Tchichelle (1947-), romancière, Cœur en exil (1989)
- Noëlle Bizi Bazouma (1950-), romancière, La vache laitière noire (1995), Et la muette parla (1998)...
- Aleth Félix-Tchicaya (1955-), romancière, Lumière de femme (2003), Les mamelons de Jaman (2010)
- Binéka Danièle Lissouba (1957-), chroniques, Les libres propos de Binéka (1994)
- Adèle Caby-Livannah (1957-), conteuse, Contes et histoires du Congo (2001), La Case aux cent secrets, suivi de Samana et les panthères du Congo (2013)
- Sylvie Bokoko (1960-), nouvelliste, Mafouaou (1982)
- Francine Laurans (N’Ttoumi)(1962-), Tourmente sous les tropiques
- Marie-Louise Abia (1964-), romancière, Afrique, alerte à la bombe (1995), Bienvenus au Royaume du Sida (2003), Homme et femme Dieu les créa (2009)
- Ghislaine Sathoud (1969-), nouvelles, essais, Hymne à la tolérance (2004), Les frères de Dieu (2006), L’amour en migration (2007)…
- Flore Hazoumé (1959-) (vivant depuis 1979 en Côte d'Ivoire), romancière, Rencontres (1984), Cauchemars (1994), La Vengeance de l'Albinos (1996), Une vie de bonne (1999), Le crépuscule de l'Homme (2002)...
- Marceline Fila Matsocota, autobiographe, Ma vie avec Lin Lazare Matscocota (2003)
- Florence Lina Bamona-Mouissou (1972-), Le plus vieux métier du monde (2005), Le Destin d'Aminata (2009)
- Liss Kihindou (1976-), J’espère (2005)[14]
- Calissa Ikama (1992-2007[16]), Le triomphe de Magalie (2005)
- Lydie-Stella Koutika (Stella Samba dia Ndela), R. I. e. R., ‚ Piégés par les préjugés (2005), L’engrenage (2006), L’amour triomphe… (2006), Victimes de la société (2013), Fleur (2013), Rayons de soleil (2013), Amitié à distance (2013), Une société gangreneuse (2013)…
- Eugénie Mouayini Opou, Sa-Mana au croisement des bourreaux (2005), Le royaume téké (2005), La reine Ngalifourou souveraine des Téké. Dernière souveraine d'Afrique noire (2006)…